# Иосиф Арпад Австрийский
Эрцгерцог Иосиф Арпад Бенедикт Фердинанд Франц Мария Габриэль (нем. Joseph Árpád Benedikt Ferdinand Franz Maria Gabriel; венг. Habsburg–Lotaringiai József Árpád; 8 февраля 1933, Будапешт — 30 апреля 2017, Мадрид) — венгерский аристократ, представитель Габсбург-Лотарингского дома, 4-й генерал-капитан Ордена Витязя (1977—2017).

## Биография
Родился 8 февраля 1933 года в Будапеште, Венгерское королевство. Старший сын эрцгерцога Иосифа Франца Австрийского (1895—1957) и принцессы Анны Саксонской (1903—1976). Младшие братья — эрцгерцоги Иштван, Геза и Михель. Правнук эрцгерцогини Гизелы Австрийской.
Закончил Лиссабонский университет, где получив степень по экономике.

## Семья и дети
25 августа 1956 года эрцгерцог Иосиф Австрийский женился на принцессе Марии фон Левенштайн-Вертхайм-Розенберг (род. 6 ноября 1935), старшей дочери Карла, 8-го князя Левенштайн-Вертхайм-Розенберга (1904—1990), и Каролины деи Конти Ригнон (1904—1975). Церковная церемония состоялась 12 сентября 1956 года в Вертхайме, земля Баден-Вюртемберг, ФРГ.
Супруги имели восемь детей (пять сыновей и трёх дочерей):
- Эрцгерцог Иосиф Карл (7 августа 1957 — 8 августа 1957)
- Эрцгерцогиня Моника Илона (род. 14 сентября 1958); в 1996 году вышла замуж за Шарля-Анри де Рамбуре (род. 23 апреля 1968).
- Эрцгерцог Иосиф Карл (род. 18 марта 1960); в 1990 году женился на принцессе Маргарите фон Хохенберг (род. 19 июня 1963).
- Эрцгерцогиня Мария Кристина (род. 1 сентября 1961); в 1988 году вышла замуж за Раймонда Виллема ван дер Майде (род. 22 июня 1959).
- Эрцгерцог Андреас-Августинус (род. 29 апреля 1963); в 1994 году женился на графине Марие-Кристине фон Хацфельдт-Донгофф (род. 18 декабря 1968)
- Эрцгерцогиня Александра Лидия (род. 29 июня 1965); в 1999 году вышла замуж за Вильгельма Анаклетуса де Вита (род. 6 ноября 1965).
- Эрцгерцог Николаус (род. 27 ноября 1973), в 2002 году женился на Евгении де Калонье Гурреа (род. 24 апреля 1973)
- Эрцгерцог Иоганн (род. 21 мая 1975); в 2009 году женился на Марии Габриэле Монтенегро Вильямисар (род. 1978).

## Династические награды
- Австрийская Империя: Кавалер Ордена Золотого руна (1961)
- Королевство Венгрия: генерал-капитан Ордена Витязя (1977—2017)